# Ferran Olivella
Fernando Olivella Pons (Pueblo Seco, Barcelona, 22 de junio de 1936-14 de mayo de 2023) fue un futbolista español de la década de 1950 y 1960. Desarrolló toda su carrera profesional en el Fútbol Club Barcelona, en el que militó, jugando como defensa, durante trece temporadas, entre 1956 y 1969. En total disputó un total de 513 partidos con el FC Barcelona, cifra que lo convierte en el octavo jugador que más partidos ha defendido la camiseta azulgrana. En 1964 viajó al Perú a jugar un amistoso internacional con el Sporting Cristal.
Al retirarse del fútbol profesional, fue profesor de educación física en el colegio Viaró en San Cugat del Vallés, ubicado en la provincia de Barcelona, el cual, tras su fallecimiento, decidieron nombrar al estadio del colegio como: Estadi Ferran Olivella

## Carrera en la selección
Olivella ganó 18 partidos con el equipo nacional de España durante ocho años. Hizo su debut el 31 de marzo de 1957, en un amistoso de 5-0 contra Selección de Bélgica.
Olivella actuó como capitán cuando el país ganó la Copa de Naciones Europeas de 1964. También fue seleccionado para la Copa Mundial de la FIFA 1966 celebrada en Inglaterra.

## Palmarés
Campeonatos nacionales: (6)
| Título                     | Club            | País   | Año     |
| -------------------------- | --------------- | ------ | ------- |
| Copa del Generalísimo      | F. C. Barcelona | España | 1957    |
| Primera División de España | F. C. Barcelona | España | 1958-59 |
| Copa del Generalísimo      | F. C. Barcelona | España | 1958-59 |
| Primera División de España | F. C. Barcelona | España | 1959-60 |
| Copa del Generalísimo      | F. C. Barcelona | España | 1962-63 |
| Copa del Generalísimo      | F. C. Barcelona | España | 1967-68 |

Campeonatos internacionales: (4)
| Título         | Club                | Sede      | Año     |
| -------------- | ------------------- | --------- | ------- |
| Copa de Ferias | F. C. Barcelona     | Barcelona | 1955-58 |
| Copa de Ferias | F. C. Barcelona     | Barcelona | 1958-60 |
| Eurocopa       | Selección de España | España    | 1964    |
| Copa de Ferias | F. C. Barcelona     | Zaragoza  | 1965-66 |

### Distinciones individuales
| Distinción            | Año  |
| --------------------- | ---- |
| Trofeo Monchín Triana | 1957 |